# Dorfkirche Demern

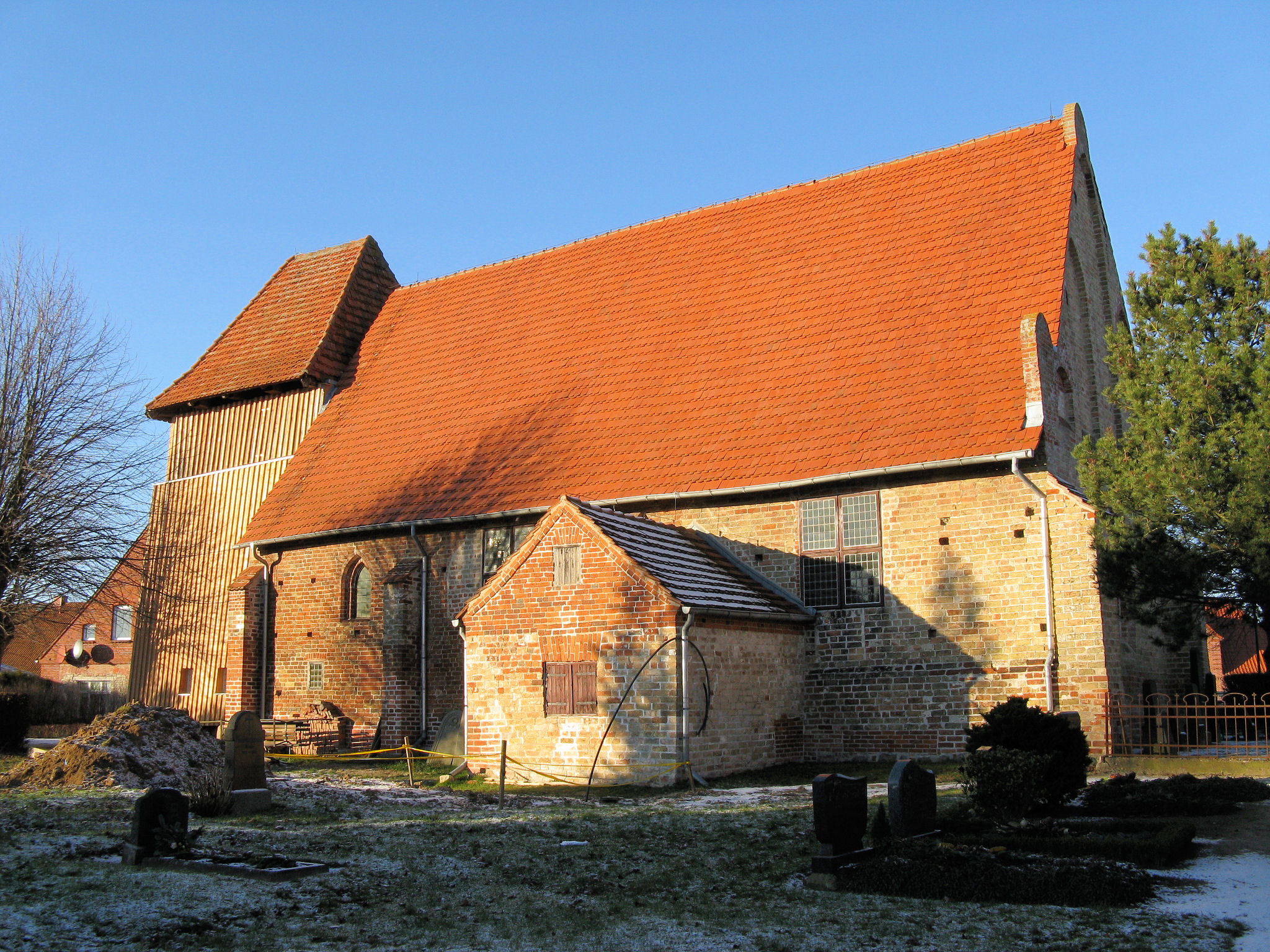
Kirche in Demern (2009)

Die Dorfkirche Demern, eigentlich Petrikirche (zu Demern) ist ein backsteingotisches Kirchengebäude im Ortsteil Demern der Gemeinde Königsfeld im Landkreis Nordwestmecklenburg. Die Kirche gehört zur Kirchengemeinde Carlow in der Propstei Wismar im Kirchenkreis Mecklenburg der Evangelisch-Lutherischen Kirche in Norddeutschland.

## Geschichte
Im Ratzeburger Zehntregister wird Demern 1320 noch als ein zur Parochie Carlow gehöriges Dorf beschrieben, hatte also noch keine eigene Pfarrkirche. 1335 steuert die Gemeinde jedoch schon die Taxe eines Pfarrdorfes zum Bistum Ratzeburg bei, und 1397 wird Schaddingsdorf als zur Parochie Demern gehörig bezeichnet. Demern gehörte zum Hochstift Ratzeburg und dem daraus entstandenen Fürstentum Ratzeburg; das Kirchenpatronat hatten Bischof und Domkapitel Ratzeburg und als deren Rechtsnachfolger die (Groß)herzöge von Mecklenburg-Strelitz inne. Nach der Reformation fand 1581 die erste Visitation unter der Leitung des Lübecker Superintendenten Andreas Pouchenius statt. Dabei wurden Schriften von Niels Hemmingsen gefunden, deren Gebrauch wegen seiner Nähe zu den Calvinisten untersagt wurde; der Kirchenbesuch sei nachläßig, das Singen mangelhaft. Bei einer weiteren Visitation 1599 fand man die Kirche baufällig vor, was 1611 zu einer durchgreifenden Renovierung führte. Kirche und Dorf litten sehr unter den Folgen des Dreißigjährigen Krieges. Die Kirche verlor ihre Glocken und die silbernen Abendmahlsgeräte; das Dorf war zeitweise völlig verödet und die Pfarrstelle lange vakant.
Im 19. Jahrhundert war der als mecklenburgischer Landeshistoriker bekannte Gottlieb Matthias Carl Masch von 1838 bis 1878 Pastor der Kirche. Sein Vorgänger Wilhelm Rudolphi war von 1820 bis 1837 in Demern Pastor und verfasste zwei Lateinlehrbücher für Grundschüler. Rudolphi und Masch wurden auf dem Kirchhof bestattet.
Seit 1985 wird die Kirche schrittweise innen und außen instand gesetzt und umfassend restauriert. Dabei werden neben der Unterstützung durch Stiftungen, eines 1996 gegründeten Fördervereins und vieler Spender auch LEADER-Mittel eingesetzt.

## Baubeschreibung
Ältester Bauteil ist ein frühgotischer, ehemals gewölbter Chor, an den eine Gerwekammer (Sakristei) angebaut ist. Das Chorquadrat hat die Maße 7,10 × 7,70 m bei einer Mauerstärke von 90 cm. Der Chor mit seinem schlichten Blendengiebel wird an beiden Ostecken durch Strebepfeiler gestützt. Daran schließt sich das spätgotische Schiff mit Balkendecke in gleicher Breite an, so dass sich ein einheitlicher Innenraum ergibt. Das Schiff hat eine Länge von 10,20 m und eine Breite von 8,40 m bei einer Mauerstärke von 60 cm. Die Innenhöhe beträgt 5,50 m. Ein sonst üblicher Feldsteinsockel findet sich nicht. Bischof Johannes von Parkentin soll es 1480 der Überlieferung nach mit Steinen der von ihm eroberten und zerstörten Raubritterburg am Röggeliner See erbaut haben. Westlich vorgelagert ist ein geböschter, holzverkleideter Fachwerkturm mit einem weit überstehenden, abgewalmten Kronendach, der 2008 restauriert wurde.
Um 1611 ließ der Ratzeburger Domdechant Hartwich von Bülow die Kirche renovieren und im Renaissance-Stil umbauen. Dabei verschwanden der Chorbogen und das Gewölbe im Chorraum. Das Schiff erhielt breite, rechteckige Fenster und im Innern ein einheitliches Gestühl. Die Außenwände der Nord- und Ostseite wurden geputzt und der Ostgiebel und das Äußere der Gerwekammer erhielten ihre bis heute erhaltene Form. Sein Vermächtnis von 1641 machte es auch möglich, die Kirche nach den Verwüstungen des Dreißigjährigen Krieges wiederherzustellen.
1862 erhielten alle Ausstattungsstücke eine abgestimmte Farbfassung in Grautönen mit blauen Farbakzenten. 1938 fand die letzte umfassende, aber auch verlustreiche Renovierung statt. Die Ostempore wurde abgerissen und die Orgel auf die Westempore verlagert. Vor dem Altar entfernte man die hölzerne Schranke. Die Kirche von Demern zeichnet sich auch dadurch aus, dass sie keiner durchgreifenden neugotischen Renovierung unterzogen wurde. Auffällig sind die Wandmalereien aus der Zeit der Renaissance. Erhalten von der wahrscheinlich auch 1611 erfolgten Ausmalung sind eine von 12 Apostelfiguren, Kartuschen, Blüten, Ranken und die Umrahmungen der Fenster in roten und ockerfarbenen Tönen.

## Ausstattung
Die Kirche beherbergt zwei Taufen.
Das älteste Stück der Ausstattung ist eine einfache Tauffünte aus Granit in romanischer Kelchform mit vier Köpfen im Fußbereich, die in das 13. Jahrhundert datiert wird. Sie kam 1938 aus der Carlower Kirche nach Demern. 1699 erhielt die Kirche einen aus Holz gefertigten Taufständer in Spätrenaissance-Formen, der 1938 um 20 cm gekürzt wurde. Die schlichte Taufschüssel aus Messing wurde ihrer Inschrift nach 1652 gestiftet. Über der Taufe hängt ein 2004 durch B. Radsack gestalteter Madonnenleuchter, der dem in der St. Johanniskirche in Lüneburg nachempfunden ist. Die um 1480 geschnitzte und 2004 von K. Geipel restaurierte Madonna wird auf sechs Leuchterarmen getragen.
Auf einem in der Südwand eingelassenen Eichenbalken befindet sich eine Kreuzigungsgruppe vom Ende des 15. Jahrhunderts, die vermutlich bis zum Umbau des 17. Jahrhunderts den Chorbogen schmückte. Sie war im 20. Jahrhundert auf dem Kirchenboden abgestellt und konnte von 2002 bis 2004 mit Hilfe der Stiftung Kirche im Dorf des Ehepaars Irmtraud und Gotthilf Hempel restauriert werden.
Das Gestühl wurde 1862 erneuert. Die letzten beiden hinteren Bänke stammen von 1611. An ihren Bankwangen befinden sich Wappen und Namen des Ratzeburger Domdechanten H. Hartwich von Bülow mit der Jahreszahl 1611 und dem Sinnspruch M(ein) T(trauern) H(at) U(rsach). Eine kulturgeschichtliche Besonderheit ist der Pranger an der Nordwand.

### Altarschrein
Das Altar-Retabel ist ein gotisches Triptychon, das auf etwa 1400 datiert wird. Wahrscheinlich stammt das Werk aus dem mittelrheinischen Gebiet. Unter Maßwerkbögen zeigt der Mittelteil eine Kreuzigungsgruppe mit Maria und Johannes, sowie seitlich und in den Flügeln sechs Heiligenfiguren: Petrus und Paulus im Mittelteil und jeweils zwei weibliche Heilige, darunter Katharina (Symbol Rad und Schwert) und Barbara (Kelch und Rose) im rechten und Dorothea (Blütenkranz, Palmzweig und Blumenkorb) und Elisabeth (Kirchenmodell) im linken Flügel. Die untere Abschlussleiste ist mit einer Maßwerkfüllung versehen, die mit gegossenen Metallornamenten und darin eingearbeiteten roten und blauen Glasstücke verziert ist. Der Altar ist mehrfach restauriert worden und wurde 1841 vollständig übermalt. 1988 wegen starker Gefährdung durch M. Runge abgebaut, wurde der Altar mit Hilfe der Deutschen Stiftung Denkmalschutz, eines 1996 gegründeten Fördervereins und zahlreicher Spenden durch K. und W. Geipel restauriert.

### Kanzel
Die Inschrift auf der 1715 errichteten Kanzel lautet: Anno 1715, den 20. November ist diese Cantzel durch milde Gaben gutthätiger Christen Gott zu Ehren aufgerichtet worden. 1938 wurde die Kanzel abgetragen, der Kanzelkorpus reduziert und die Kanzeltür entfernt. 2001/2002 konnten die Sprüche und Verse durch P. Woitkowiak freigelegt und in der Barockfarbfassung restauriert werden.
Nahe der Kanzel hängt eine nicht mehr funktionsfähige Sanduhr. Sie zeigte früher die dem Prediger zugestandene Redezeit als Zeitmaß an.

### Orgel
Eine erste Orgel wurde im November 1841 eingebaut. Dabei handelte es sich um die ehemalige Orgel der Großen Stadtschule Wismar. Sie wurde überarbeitet, erhielt ein neues Gehäuse und wurde auf der Empore über dem Altar aufgestellt. 1884 erwarb die Kirche eine neue einmanualige Orgel des Orgelbauers Friedrich Albert Mehmel mit sieben Registern. Eine Inschrift in der Orgel lautet: „Diese Orgel wurde erbaut im Jahre 1884 vom Mecklenburg Strelitzschen Hoforgelbaumeister F. A. Mehmel in Stralsund und Wismar.“ Das Orgelprospekt wurde 1938 beim Umsetzen vom Ost- zum Westgiebel im oberen Bereich abgesägt. 2003 erfolgte durch die Orgelbauwerkstatt Alexander Schuke Potsdam Orgelbau die letzte Restaurierung und Wiedereinweihung.
Das Kegelladen-Instrument hat sechs Register auf einem Manual (C–f3): Bordun 16′, Principal 8′, Hohlflöte 8′, Cantus firmus 8′, Octave 4′, Octave 2′). Der Bordun 16′ ist als Subbass 16′ im Pedal spielbar (Transmission). Die Trakturen sind mechanisch.

## Glocke
Ursprünglich besaß die Demerner Kirche zwei Glocken.
Die Bronzeglocke der Kirche wurde 1827 vom letzten Lübecker Ratsgießer Friedrich Wilhelm Hirt gegossen. Sie ist mit einer Inschrift und einem umlaufenden Spitzenmuster geschmückt und hat einen Durchmesser von 103 cm und eine Höhe von 90 cm. Sie ersetzte eine 1712 von Lorenz Strahlborn gegossene Glocke, die 1813 gesprungen und ihrerseits ein Umguss einer Glocke von 1698 war.
Eine zweite Glocke wurde 1905 von Ohlsson in Lübeck gegossen, um eine gesprungene Glocke, die Albert Benningk 1681 hergestellt hatte, zu ersetzen. Sie wurde für Rüstungszwecke im Ersten Weltkrieg eingeschmolzen.

## Gemeinde
Nach Demern eingepfarrt waren die Ortschaften Röggelin (heute Ortsteil von Dechow), Groß Rünz, Klein Rünz, Schaddingsdorf und das mecklenburg-schwerinsche Woitendorf (heute alles Ortsteile von Königsfeld). Heute gehört Demern zur Kirchgemeinde Carlow, Propstei Gadebusch, Kirchenkreis Wismar der Evangelisch-Lutherischen Landeskirche Mecklenburg.